# Françoise Sagan
Françoise Sagan, właśc. Françoise Quoirez (ur. 21 czerwca 1935 w Cajarc, zm. 24 września 2004 w Honfleur) – francuska pisarka, uznawana za jedną z największych postaci francuskiej literatury powojennej. Jej dorobek literacki liczy ponad 40 powieści i sztuk teatralnych.
W swojej twórczości poruszała głównie tematykę konfliktów uczuciowych oraz współczesnej obyczajowości. Niektóre z jej utworów zostały sfilmowane. Wiele z jej książek ukazało się także w języku polskim.

## Życiorys
Debiutowała jako 18-latka powieścią Bonjour tristesse (Witaj, smutku, 1954), która od razu odniosła międzynarodowy sukces. Fabuła powieści koncentruje się wokół młodej kobiety, która odkrywa romans swojego ojca. Swój pseudonim literacki zaczerpnęła z powieści Marcela Prousta W poszukiwaniu straconego czasu. Później napisała jeszcze wiele powieści, choć żadna nie odniosła takiego sukcesu jak Witaj, smutku. W latach 60. pisarka nie została też nigdy nagrodzona żadną prestiżową nagrodą literacką, choć w oczach wielu czytelników, krytyków literackich oraz innych pisarzy uważana była za ważną postać francuskiej literatury.
Wkrótce Sagan stała się ikoną swojego pokolenia, a jej ekstrawaganckie prowadzenie się stało się rychło tematem prasy bulwarowej. Pisarka znana była ze swojego zamiłowania do szybkich samochodów. W wypadku samochodowym w 1957 omal nie straciła życia. Sagan nie stroniła też od alkoholu i narkotyków. Za nielegalne posiadanie narkotyków została skazana w 1995 na rok więzienia w zawieszeniu. W 2002 kolejny raz trafiła przed sąd za oszustwa podatkowe. Sama zresztą przyznawała się do zamiłowania do hazardu, które wpędziło ją w długi. Pod koniec życia zmuszona była z powodu długów do sprzedania swojej posiadłości w Normandii, którą kupiła na początku swojej kariery w latach 50.
Przewodniczyła jury konkursu głównego na 32. MFF w Cannes (1979).

## Twórczość

### Wybrane powieści
- Witaj, smutku (Bonjour tristesse, 1954)
- Pewien uśmiech (Un certain sourire, 1955)
- Czy pani lubi Brahmsa (Aimez-vous Brahms…, 1959)
- Cudowne obłoki (Les Merveilleux nuages, 1961)
- La Chamade (1965)
- Un peu de soleil dans l’eau froide (1969)
- Le Lit défait (1977)
- La Femme fardée (1981)
- Avec mon meilleur souvenir (1984, autobiografia)
- Znużony wojną (De guerre lasse, 1985)
- Woda nie krew (Un sang d'aquarelle, 1987)
- Wszystkie drogi prowadzą do nieba (Les Faux-fuyants, 1991)
- Chagrin de passage (1994)
- Zbłąkane odbicie (Le Miroir égaré, 1996)
- Derrière l'épaule (1998, autobiografia)

### Sztuki teatralne
- Zamek w Szwecji (Château en Suède, 1960)
- Violons parfois (1961)
- La Robe mauve de Valentine (1963)
- Il fait beau jour et nuit (1978)
- L’Excès contraire (1987)